# Grahamisia dictyodroma
Grahamisia dictyodroma är en stekelart som beskrevs av Xiao och Huang 1999. Grahamisia dictyodroma ingår i släktet Grahamisia och familjen puppglanssteklar. Inga underarter finns listade i Catalogue of Life.